# Souls-like
 (janvier 2024).
La mise en forme du texte ne suit pas les recommandations de Wikipédia : il faut le « wikifier ».
Les points d'amélioration suivants sont les cas les plus fréquents. Le détail des points à revoir est peut-être précisé sur la page de discussion.
- Les titres sont pré-formatés par le logiciel. Ils ne sont ni en capitales, ni en gras.
- Le texte ne doit pas être écrit en capitales (les noms de famille non plus), ni en gras, ni en italique, ni en « petit »…
- Le gras n'est utilisé que pour surligner le titre de l'article dans l'introduction, une seule fois.
- L'italique est rarement utilisé : mots en langue étrangère, titres d'œuvres, noms de bateaux, etc.
- Les citations ne sont pas en italique mais en corps de texte normal. Elles sont entourées par des guillemets français : « et ».
- Les listes à puces sont à éviter, des paragraphes rédigés étant largement préférés. Les tableaux sont à réserver à la présentation de données structurées (résultats, etc.).
- Les appels de note de bas de page (petits chiffres en exposant, introduits par l'outil «  Source ») sont à placer entre la fin de phrase et le point final[comme ça].
- Les liens internes (vers d'autres articles de Wikipédia) sont à choisir avec parcimonie. Créez des liens vers des articles approfondissant le sujet. Les termes génériques sans rapport avec le sujet sont à éviter, ainsi que les répétitions de liens vers un même terme.
- Les liens externes sont à placer uniquement dans une section « Liens externes », à la fin de l'article. Ces liens sont à choisir avec parcimonie suivant les règles définies. Si un lien sert de source à l'article, son insertion dans le texte est à faire par les notes de bas de page.
- La présentation des références doit suivre les conventions bibliographiques. Il est recommandé d'utiliser les modèles {{Ouvrage}}, {{Chapitre}}, {{Article}}, {{Lien web}} et/ou {{Bibliographie}}. Le mode d'édition visuel peut mettre en forme automatiquement les références.
- Insérer une infobox (cadre d'informations à droite) n'est pas obligatoire pour parachever la mise en page.

Pour une aide détaillée, merci de consulter Aide:Wikification.
Si vous pensez que ces points ont été résolus, vous pouvez retirer ce bandeau et améliorer la mise en forme d'un autre article.
Un Souls-like (également orthographié Soulslike) est un sous-genre de jeux de rôle d'action connu pour ses niveaux de difficulté élevés et par la découverte du monde à travers son environnement (« world building »), le tout se plaçant généralement dans un décor de dark fantasy. Ce sous-genre puise son origine dans la série des jeux vidéos développés par le studio japonais FromSoftware, comme Demon's Souls et Dark Souls, dont les thèmes et les mécanismes ont directement inspiré plusieurs autres jeux. Les jeux Souls-like développés par FromSoftware eux-mêmes ont été spécifiquement appelés jeux Soulsborne, un mot-valise composé de Souls (du jeu Dark Souls) et Borne (du jeu Bloodborne). Le nom « Soulslike » a été adopté par un certain nombre de critiques et de développeurs.
Bien que les éléments caractéristiques des Souls-like se retrouvent également dans les jeux de rôle et d'action, ils sont généralement exacerbés dans ce sous-genre, on retrouve ainsi comme concepts fondamentaux des Souls-like : un niveau de difficulté élevé, entraînant des morts répétées des personnages, conduisant à renforcer la connaissance et la maîtrise du monde et des différents aspects du jeu (en tête desquels le système de combat) par le joueur, les points de sauvegarde sont plutôt rares et l'obtention d'information sur l'univers du jeu se fait généralement par le biais d'une narration indirecte et environnementale (les décors et paysages, la description des objets, les interactions avec les personnages permettent d'en apprendre sur le lore)

## Gameplay
Les jeux de type Souls-like ont généralement un niveau de difficulté élevé où la mort répétée du personnage du joueur est attendue et intégrée dans le gameplay sans toutefois être sans conséquence, ainsi le joueur perd généralement tout ou une partie de sa progression ou de ses ressources en cas de mort du personnage. Les jeux de ce type intègrent certaines composantes du jeu de rôle (ou RPG pour Role Playing Game) comme des moyens d'améliorer de manière permanente les capacités du personnage afin de pouvoir progresser davantage, trouver un équipement de meilleure qualité, augmenter le nombre d'utilisation de potion de soin, etc. Le développeur de Salt and Sanctuary, James Silva, a déclaré que les jeux Souls-like offraient « une exploration volontaire et censée » (« a deliberate and meaningful exploration ») de l'ensemble des aspects du jeu, y compris de l'univers du jeu, de l'amélioration des personnages et du combat, grâce à l'apprentissage par des échecs répétés. Le combat dans les jeux Souls-like sont centraux, méthodiques et punitifs obligeant le joueur à surveiller ses caractéristiques (points de vie, de magie ou d'endurance) pour éviter par exemple un surmenage de son personnage, les combats sont souvent basés sur des principes de « priorité à l'animation » qui empêchent le joueur d'annuler le mouvement de son action jusqu'à ce que l'animation complète soit jouée, le laissant vulnérable aux attaques ennemies. Les Soulsborne et les jeux associés développés par FromSoftware incluent des fonctionnalités multijoueurs telles que la possibilité d'écrire des messages qui peuvent être vus et notés par d'autres joueurs, l'invocation d'autres joueurs pour aider lors d'un combat difficile ou pour l'exploration, la matérialisation de taches de sang qui permettent de visualiser la façon dont les autres joueurs sont morts, l'invasion des mondes d'autres joueurs (PVP).

## Thèmes communs
Les jeux de type Souls-like sont généralement définis par l'univers de dark fantasy dans lequel ils s'insèrent et leur manque de narration manifeste, ainsi que par la construction du monde qui invite le joueur à l'exploration et offre certains indices sur son histoire, un monde captivant étant cité comme la clé pour susciter le désir d'exploration des joueurs. Les joueurs sont censés découvrir des morceaux de l'histoire du jeu au fil du temps via une narration environnementale, des descriptions d'objets et des dialogues énigmatiques, en les reconstituant eux-mêmes pour augmenter le sentiment de mystère du jeu, les Souls-like offrent ainsi une part d'interprétation concernant l'histoire fictive de leur univers. Malgré leurs thèmes sombres, les décors de Soulslikes comportent parfois des éléments comiques, tels que des interactions inattendues (par exemple caresser un chat), des réactions humoristiques de personnages non-joueurs, des tenues et des armes particulières, et des moyens de mort inhabituels, souvent burlesques.

## Histoire
Le genre des Souls-like a vu le jour avec le jeu Demon's Souls (2009), développé par FromSoftware et réalisé par Hidetaka Miyazaki. Ce jeu a introduit les principes fondamentaux qui seront conservés dans la série suivante du développeur Dark Souls, tels que les combats exigeants, les mécanismes de mort répétées, le multijoueur, la narration et le décor de dark fantasy. Dark Souls est ainsi directement identifiés comme le successeur spirituel de Demon's Souls. Les jeux considérés comme faisant partie des Soulsborne (mot-valise pour désigner les jeux Souls-like produits par le studio japonais FromSoftware) incluent Bloodborne,,, Demon's Souls, la série Dark Souls et Elden Ring,,. Sekiro : Shadows Die Twice, également réalisé par Hidetaka Miyazaki et le studio FromSoftware, est parfois considéré comme un jeu Soulsborne en raison de sa conception similaire et de ses mécanismes communs, mais diffère par son cadre et ses éléments de jeu de rôle.
D'autres jeux Soulslike notables mais produits par d'autres studio de jeux-vidéos incluent Lords of the Fallen (2014),, Titan Souls (2015), DarkMaus (2016), Salt and Sanctuary (2016),, la série des jeux Nioh,, la série des jeux The Surge,, Darksiders III (2018), Ashen (2018), Dark Devotion (2019), Remnant: From the Ashes (2019),, Code Vein (2019),, Star Wars Jedi: Fallen Order (2019),, Hellpoint (2020), Mortal Shell (2020),, Chronos : Before the Ashes (2020), Stranger of Paradise Final Fantasy Origin (2022), Lies of P (2023), et Lords of the Fallen (2023).
D'autres jeux, non catégorisés comme Souls-like sont toutefois influencés par la série des Soulsborne, c’est le cas de : The Witcher 2: Assassins of Kings (2011), Journey (2012), Shovel Knight (2014), Destiny (2014),Assassin's Creed Odyssey (2018), Dead Cells (2018), Death's Gambit (2018), et Blasphemous (2019). Des mécanismes de mort similaires sont utilisés dans Nier: Automata (2017), Hollow Knight (2017), Fear & Hunger (2018) et The Last Faith (2023).